# Олимпијски стадион у Минхену
Олимпијски стадион у Минхену је стадион у Минхену, Немачка. Налази се у олимпијском парку у северном делу града, а саграђен је за потребе Летњих олимпијских игара 1972.
Са оригиналним капацитетом од 80.000 места, стадион је коришћен и за многе значајне фудбалске утакмице укључујући и финале Светског првенства 1974., у којем је Западна Немачка победила Холандију, резултатом 2:1. Финале Европског првенства у фудбалу 1988. је такође играно на овом стадиону; у финалу су играли Холандија и Совјетски Савез, завршило је 2:0 за Холандију. У 2001. години, на њему је одиграна позната утакмица Енглеске, која је са 5:1 победила домаћу Немачку у квалификацијама за Светско првенство 2002. На Олимпијском стадиону у Минхену су одиграна чак три финала Лиге шампиона, 1979, 1993. и 1997. године.
Стадион су користили фудбалски клубови Бајерн Минхен и Минхен 1860, све до 2005. године, када је саграђена Алијанц арена за потребе СП-а у фудбалу 2006. Данас Олимпијски стадион има капацитет од 69.250 места.

## Историја

### Дизајн
Стадион су дизајнирали немачки архитекта Гинтер Бениш и инжењер Фреј Ото, Олимпијски стадион је сматран револуционарним стадионом у то време. Укључивао је велике кровове од акрилног стакла причвишћеног челичним кабловима, који су тада први пут употребљени у великим размерама. Идеја је била да се имитирају Алпи и да се „понове“ Олимпијске игре 1936. из Берлина, које су се одржавале за време Трећег рајха. Чист провидан кров је био симбол нове, демократске Немачке. Званичан мото игара је био: „Срећне игре“ (die heiteren Spiele).

### Градња
Стадион је изградила компанија Билфингер Бергер и завршен је до почетка ЛОИ 1972.

### Након Олимпијских игара
Након Олимпијских игара 1972., стадион је постао домаћи стадион ФК Бајерн Минхена и њихових градских ривала, ФК Минхена 1860, који се преселио на Олимпијски стадион у 1990-има. Ови клубови су играли на овом стадиону све до 2005. године, када су се оба клуба преселила на нову Алијанц арену.
31. децембра 2006. стадион је ушао у историју као први стадион домаћин „Tour de Ski“ такмичења у скијашком трчању. Снег је направљен тако што је топли ваздух помешан са смрзнутом водом, што ствара замрзнути снег сличан ономе на Алпима.

## Познати догађаји

### Утакмице
- Финале Светског првенства у фудбалу 1974. између Западне Немачке и Холандије (2:1).
- Финале Купа шампиона 1979. између Нотингем фореста i Малмеа (1:0).
- Финале Европског првенства у фудбалу 1988. између Холандије и Совјетског Савеза (2:0).
- Финале Лиге шампиона 1993. између Олимпик Марсеја и Милана (1:0).
- Финале Лиге шампиона 1997. између Борусије Дортмунда и Јувентуса (3:1).
- Квалификациона утакмица за Светско првенство у фудбалу 2002. између Немачке и Енглеске (1:5).
- Бундеслигашка утакмица између Бајерн Минхена и Нирнберга, 14. маја 2005, последња утакмица на „Olympiastadionu“ (6:3).

### Концерти
Многе велике музичке звезде су одржале концерт на Олимпијском стадиону у Минхену, најпознатији су: U-2, Мадона, Мајкл Џексон, Тина Тарнер, Селин Дион, AC/DC, Бон Џови, Роби Вилијамс, Металика, Ред хот чили пеперс и Ролингстонси.